# Kyffhäuser-Berglauf
Der Kyffhäuser-Berglauf ist ein Volkslauf in Bad Frankenhausen, der seit 1979 besteht und im April ausgerichtet wird. Der Hauptlauf ist seit 2003 ein Marathon („Kyffhäuser-Berg-Marathon“). Außerdem sind Läufe über 6 km, 14 km und die Halbmarathon-Distanz (diese Strecken werden auch für Walker und Nordic Walker angeboten) im Programm. Seit 2002 können auch Mountainbiker an der Veranstaltung teilnehmen. 2014 gehören die Strecken über 64 km, 42 km und 21,5 km zu ihren Wettkampfstrecken.

## Laufstrecken
Die Marathonstrecke ist ein Rundkurs und führt zunächst am Fuße des Kyffhäusers an der Falkenburg und der Barbarossahöhle vorbei nach Steinthaleben. Von dort geht es hinauf auf den Kulpenberg, wo der höchste Punkt der Strecke erreicht wird, und dann zum Kyffhäuserdenkmal in den Ruinen der Reichsburg Kyffhausen. Über den Dreiforststein und den Seebersbrunnen geht es hinab nach Udersleben und zum Ziel in Bad Frankenhausen. Insgesamt sind 668 Höhenmeter zu bewältigen.
Der Halbmarathon führt direkt zum Dreiforststein und ist danach mit der Marathonstrecke identisch. Die kürzeren Strecken sind Rundkurse nördlich von Bad Frankenhausen.

## Mountainbikestrecken
Die Streckenführung für die Mountainbiker erfolgt auf den Marathon- und Halbmarathonlaufstrecke. Die 64-km-Biker absolvieren die Marathonstrecke mit anschließender Halbmarathondistanz. Die 42-km-Biker werden über die Marathonstrecke geführt und die 21,5-km-Biker über die Halbmarathonstrecke.

## Geschichte
Vorbild des Kyffhäuser-Berglaufs war der ebenfalls in Thüringen stattfindende Rennsteiglauf. Bis 2002 war der Hauptlauf 36 km lang. Die 26-km-Strecke wurde 2005 durch einen Halbmarathon ersetzt.

## Statistik

### Streckenrekorde Laufen
- Männer: 2:44:39, Michael Becker, 2003
- Frauen: 3:05:11, Nele Wild-Wall, 2003

### Schnellste Läufer 2013
Marathon
- Männer: Jörg Richter, 2:53:08
- Frauen: Antje Müller, 3:36:17

Halbmarathon
- Männer: Andre Fischer, 1:26:02
- Frauen: Carolin Gläser, 1:30:51

14,9 km
- Männer: Chunky Liston, 51:26.0
- Frauen: Nicole Kruhme, 1:01:00.8

6 km
- Männer: Stephan Knopf, 20:43.1
- Frauen: Laura Hohenstein, 26:30.4

### Zieleinlauf Laufstrecken 2013
- Marathon: 255 (214 Männer und 41 Frauen)
- Halbmarathon: 333 (279 Männer und 54 Frauen)
- 14,9 km: 315 (237 Männer und 78 Frauen)
- 6 km: 220 (134 Männer und 86 Frauen)

### Zieleinlauf Mountainbikestrecken 2013
- 64 km: 165 (160 Männer und 5 Frauen)
- 21,5 km: 180 (161 Männer und 19 Frauen)